# 上村松園
上村 松園（うえむら しょうえん、1875年〈明治8年〉4月23日 - 1949年〈昭和24年〉8月27日）は、日本画家。気品あふれる美人画を得意とした。1948年に女性として初めての文化勲章を受章。息子に日本画家の上村松篁。
京都に生まれ育ち、本名は上村 津禰（うえむら つね、「禰」は「示」偏に「爾」）、常子（つねこ）と名乗っていたこともある。

## 経歴
1875年（明治8年）、京都市下京区四条通御幸町の葉茶屋「ちきり屋」の次女として生まれる。1887年（明治20年）、京都府画学校（現：京都市立芸術大学）に入学、北宋担当の鈴木松年に師事。1888年（明治21年）、雅号として「松園」を用いる。鈴木松年の辞職により京都府画学校を退学し、松年塾に入る。1890年（明治23年）、第3回内国勧業博覧会に「四季美人図」を出品、一等褒状受賞（この絵を、来日中のヴィクトリア女王の三男アーサー王子が購入し話題となった）。1893年（明治26年）、幸野楳嶺に師事。隣家からの類焼のため中京区高倉蛸薬師に転居。市村水香に漢学を学び始める。1895年（明治28年）、楳嶺の死去にともない、竹内棲鳳（竹内栖鳳）に師事。
1902年（明治35年）、長男・信太郎（松篁）が誕生。1903年（明治36年）、相手は最初の師匠松年と言われているが、先方に家庭があるため松園は多くを語っていない。彼女は未婚の母の道を選び、世間の冷たい視線に耐えながら長男松篁（しょうこう）を出産した。松篁は成長して画家になり文化勲章を受章している。葉茶屋を廃業し、中京区車屋町御池に転居。1914年（大正3年）、間之町竹屋町に画室を竣工。初世金剛巌に謡曲を習い始める。1934年（昭和9年）2月、母・仲子死去。
1941年（昭和16年）7月、帝国芸術院会員となる。10月、三谷十糸子と中国に旅行。1944年（昭和19年）7月1日、帝室技芸員。1945年（昭和20年）、奈良県生駒郡平城の松篁の画室である唳禽荘（れいきんそう）に疎開する。1948年（昭和23年）、女性として初の文化勲章を受章。1949年（昭和24年）8月27日、肺癌により死去。従四位に叙される。享年74。法名は、寿慶院釋尼松園。

## 画風

### 京の伝統風俗
京都市下京区四条通御幸町（ごこまち）の葉茶屋「ちきり屋」の次女として生まれ、京の伝統文化に育まれた松園は、明治・大正・昭和を通して生涯、「一点の卑俗なところもなく、清澄な感じのする香高い珠玉のような絵」、「真・善・美の極致に達した本格的な美人画」（いずれも松園のことば）を念願として女性を描き続けた。

### 母への思慕
松園は誕生2か月前に父を亡くしている。母仲子は女手一つで松園と姉、2人の娘を育て上げた。明治の女性が画家を志すなど、世間で認めるところではなかったが、仲子は常に松園を理解し励まし支え続けた。
松園はその著書『青眉抄』で母を追憶して「私は母のおかげで、生活の苦労を感じずに絵を生命とも杖ともして、それと闘えたのであった。私を生んだ母は、私の芸術までも生んでくれたのである」と述べている。母を亡くした後には、「母子」「青眉」「夕暮」「晩秋」など母を追慕する格調高い作品が生まれた。

### 情念
気品あふれる作品群の中で、特異な絵が2枚ある。「花がたみ」と「焔」（ほのお）である。1915年（大正4年）の「花がたみ」の題材、謡曲『花筐』（はながたみ）は、継体天皇の皇子時代に寵を受けた照日の前が形見の花筐を手に都に上り、紅葉狩りに行き逢った帝の前で舞うという内容である。208×127cmの大作である。松園は能面「十寸髪」（ますがみ）を狂女の顔の参考にしたという。
1918年（大正7年）の「焔」の題材、謡曲『葵上』は、『源氏物語』に登場する六条御息所の生霊を桃山風俗にて描いた、松園言うところの「数多くある絵のうち、たった一枚の凄艶な絵」である。誇り高い六条御息所は、光源氏の正妻葵の上への屈辱と嫉妬から生霊になり、葵の上を取り殺してしまう。後れ毛を噛む女の着物には藤の花と蜘蛛の巣が描かれている。189×90cmの大作で、大変な迫力をもって見る者に迫る絵である。

## 代表作品
- 「清少納言」 - 1892年（明治25年）
- 「人生の花」 - 1899年（明治32年）
婚礼の席に向かう花嫁とその母の姿。

『焔』 1918年 東京国立博物館蔵

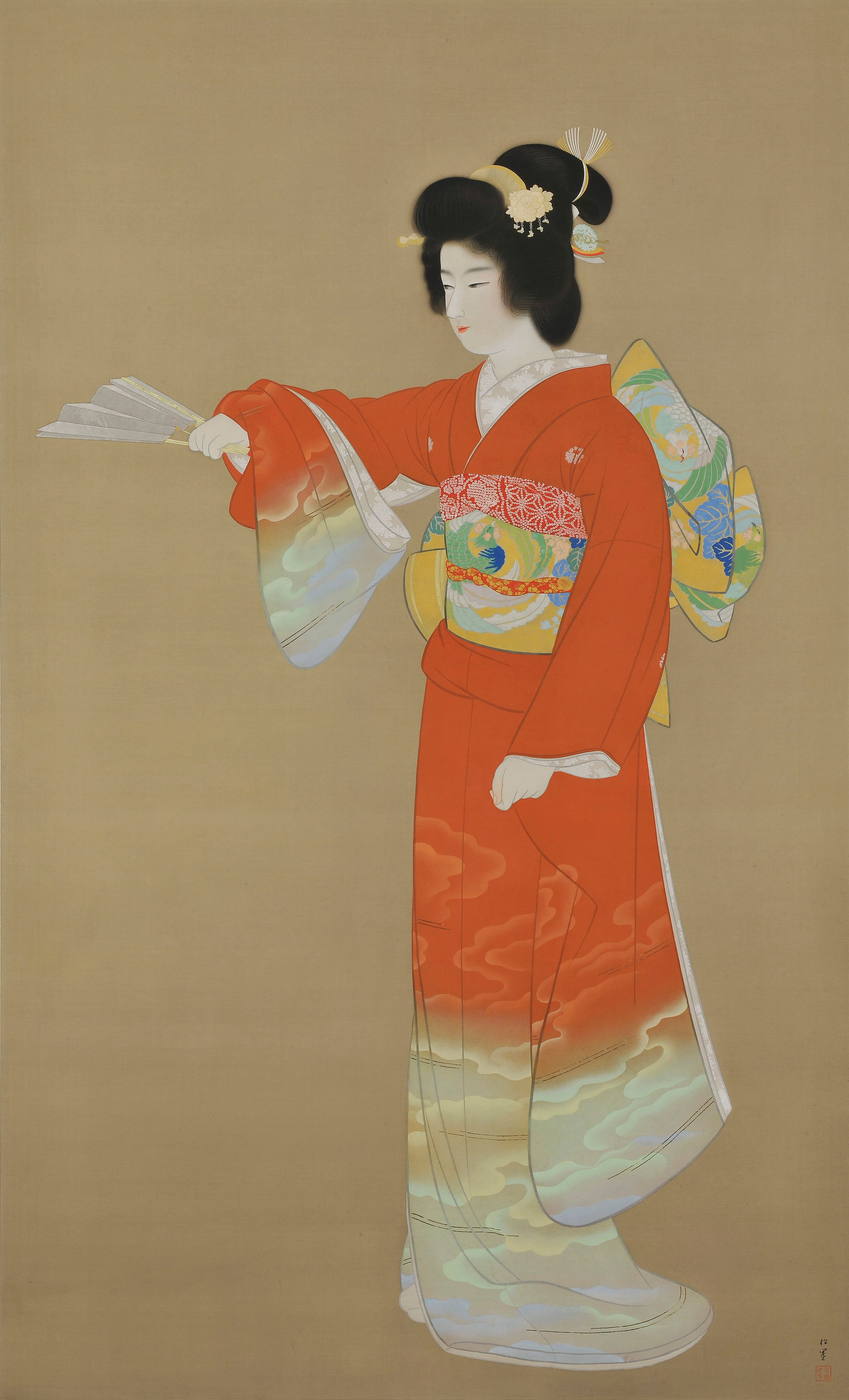
『序の舞』 1936年 東京芸術大学蔵 重要文化財 1965年（昭和40年）、2025年（令和7年）発行の切手趣味週間の図案に採用されている。

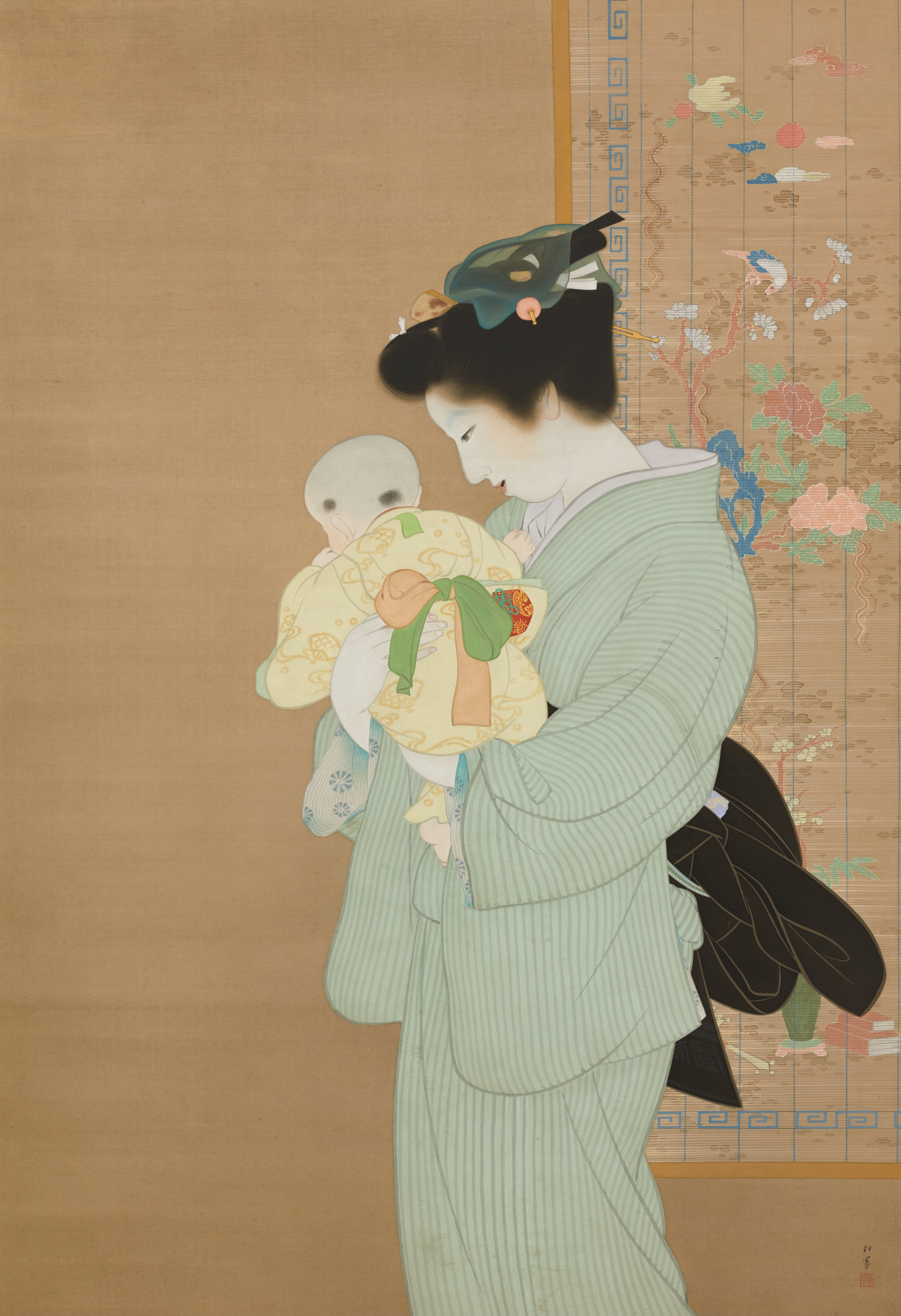
『母子』 1934年 東京国立近代美術館蔵 重要文化財

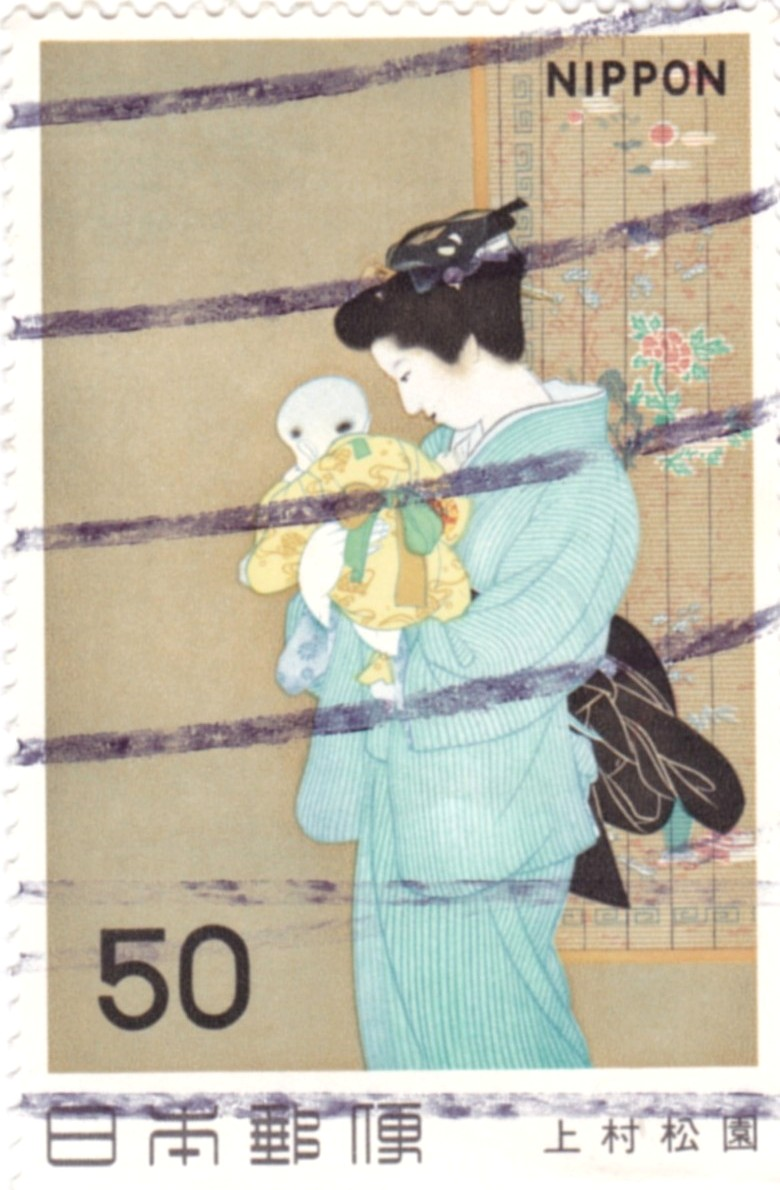
「母子」上村松園、切手（1980年）

- 「娘深雪」（むすめみゆき） - 1914年（大正3年）
  - 浄瑠璃『朝顔日記』に取材。
- 「舞支度」（一対） - 1914年（大正3年）
- 「花がたみ」 - 1915年（大正4年）
謡曲『花筐』に取材。
- 「焔」（ほのお） - 1918年（大正7年）
  - 謡曲『葵上』に取材。
- 「楊貴妃」 - 1922年（大正11年）
- 「待月」「良宵之図」  - 1926年（大正15年）
- 「簾のかげ」「新蛍」 - 1929年（昭和4年）
- 「春秋図」（一対） - 1930年（昭和5年）
うら若い娘たちを春に、やや年長の女を秋に見立てた図。
- 「伊勢大輔」 - 1930年（昭和5年）
- 「母子」（重要文化財[6]） -  1934年（昭和9年）
- 「青眉」（あおまゆ） -  1934年（昭和9年）

- 「序の舞」（重要文化財（平成12年（2000年）指定）[7]） … 1936年（昭和11年）絹本着彩 233cm×141.3cm
「なにものにも犯されない、女性のうちにひそむ強い意志」を、静かなうちに凛として気品のある仕舞「序の舞」を通して描いている。絵のモデルは上村松篁の妻（上村淳之の母）の未婚時代の姿である。
松園をモデルにした宮尾登美子の小説の題名にもなった[注釈 1]。
- 「草子洗小町」（そうしあらいこまち）-  1937年（昭和12年）
謡曲『小町』および初世金剛巌の能舞台に取材。古歌の剽窃との濡れ衣を掛けられた小野小町は、その証拠とされた草子を洗って疑いを晴らしたという伝承。
- 「雪月花」 （三幅対） - 1937年（昭和12年）
貞明皇后御用画。
- 「砧」（きぬた） - 1938年（昭和13年）
謡曲『砧』の妻の端麗な姿を元禄風俗で描く。
- 「晴日」 -  1941年（昭和16年）
たすきがけで着物の洗い張りをしている女性。
- 「夕暮」 -  1941年（昭和16年）
障子を開けて、夕暮れの光で針に糸を通そうとしている女性。
- 「晩秋」 - 1943年（昭和18年）
障子の破れを繕っている女性。
- 「静」 -  1944年（昭和19年）
静御前に取材。

## 個人美術館
- 松伯美術館

## 著書
- 『青眉抄』六合書院、1943年
蒼生社、1947年
三彩社、1972年
講談社文庫※、1977年
求龍堂、1995年 ISBN 978-4763095305
- 『青眉抄その後』求龍堂、1985年 ISBN 978-4763085221
- 『青帛の仙女・上村松園』同朋舎出版、1996年4月 ISBN 978-4810421767
- 『上村松園全随筆集 青眉抄・青眉抄その後』求龍堂、2010年 ISBN 978-4763010278
- 『岡本かの子/上村松園』（青眉抄）新学社・近代浪漫派文庫、2004年3月
- 『上村松園随筆集』平凡社ライブラリー（巻末に作品論）※、2022年9月 ISBN 978-4582769340

※は電子書籍で再刊

## 画集
- 『松園美人画譜』五車楼、1903年（明治36年）[8]
- 『松園美人画譜』青木嵩山堂、1909年（明治42年）
- 『上村松園画集』講談社, 1972
- 『日本の名画 18　上村松園』内山武夫 編著　講談社, 1973
- 『日本の名画 9　上村松園』 馬場京子編、中央公論社, 1975
- 『現代日本美人画全集 第1巻　上村松園』飯島勇編、集英社, 1977.8
- 『日本画素描大観 2　上村松園』塩川京子 編・解説　講談社, 1983.8
- 『上村松園』上村松篁 編、講談社, 1987.3
- 『上村松園　日経ポケット・ギャラリー』 上村松篁 編. 日本経済新聞社, 1991.11
- 『上村松園 秘めた女の想い』巨匠の日本画  塩川京子 編. 学習研究社, 1994.1
- 『上村松園』塩川京子 責任編集、光村推古書院, 1994.11、改訂版2010.9
- 『上村松園　新潮日本美術文庫』 新潮社, 1996.9
- 『上村松園画集』上村松篁監修, 塩川京子 責任編集. 光村推古書院, 2003.8
- 『上村松園画集』平野重光 監修. 青幻舎, 2009.2
- 『上村松園画集』青幻舎, 2021.7。記念展図録

## 伝記など
- 円地文子「上村松園」『人物日本の女性史 第9巻 (芸の道ひとすじに)』集英社, 1977.11
- 加藤類子『もっと知りたい上村松園 生涯と作品』(アート・ビギナーズ・コレクション）東京美術, 2007.2

## 上村松園賞
上村松園の遺作展の収益を基金に若手女流日本画家を対象とする上村松園賞が設けられ、5人の画家が受賞した。
- 第1回（1950年度）：秋野不矩
- 第2回（1951年度）：堀文子
- 第3回（1952年度）：朝倉摂
- 第4回（1953年度）：小倉遊亀
- 1954年度：該当者なし
- 第5回（1955年度）：広田多津